# Seelenberg
Seelenberg is een plaats in de Duitse gemeente Schmitten, deelstaat Hessen, en telt 570 inwoners.

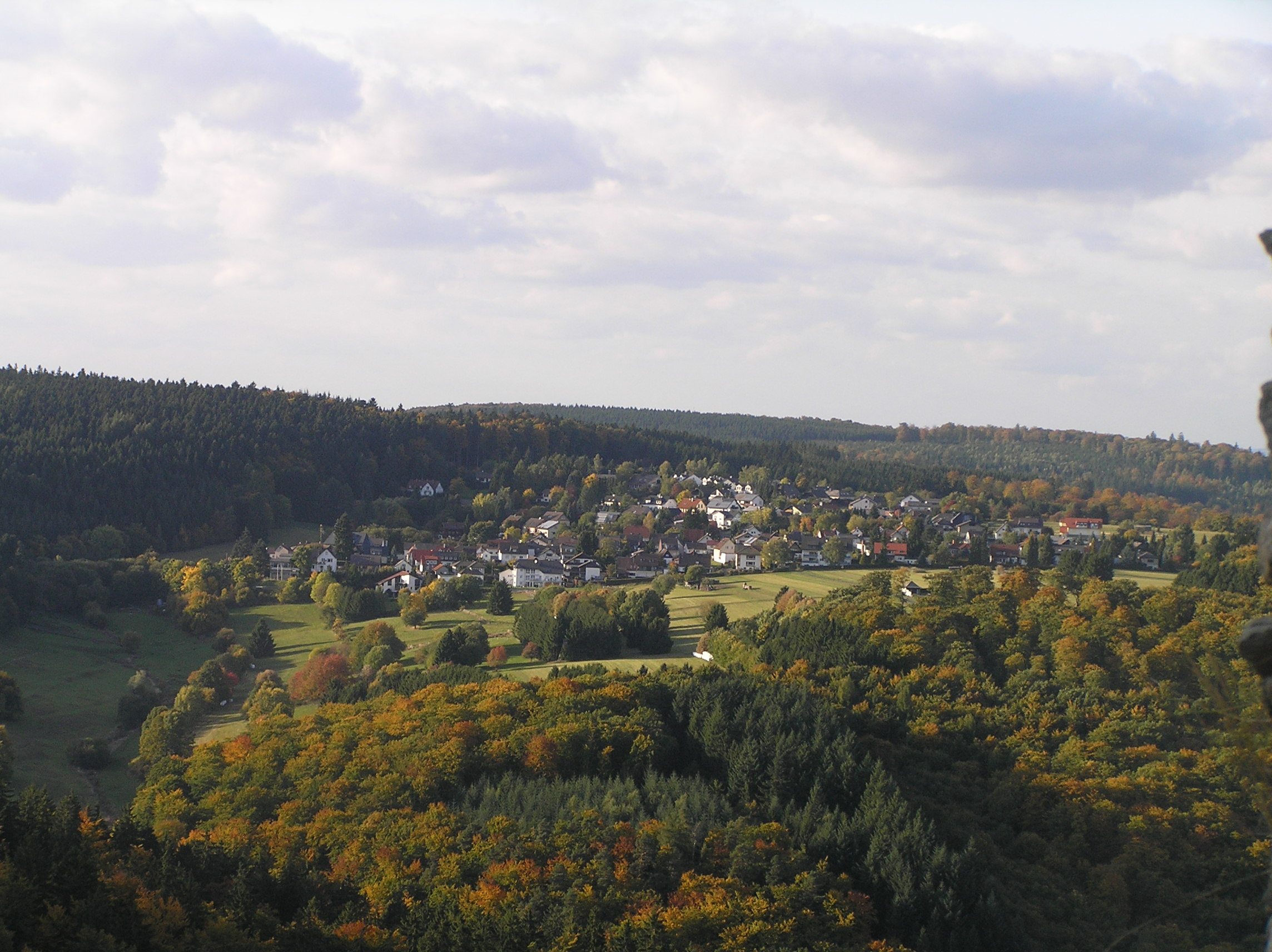
Seelenberg
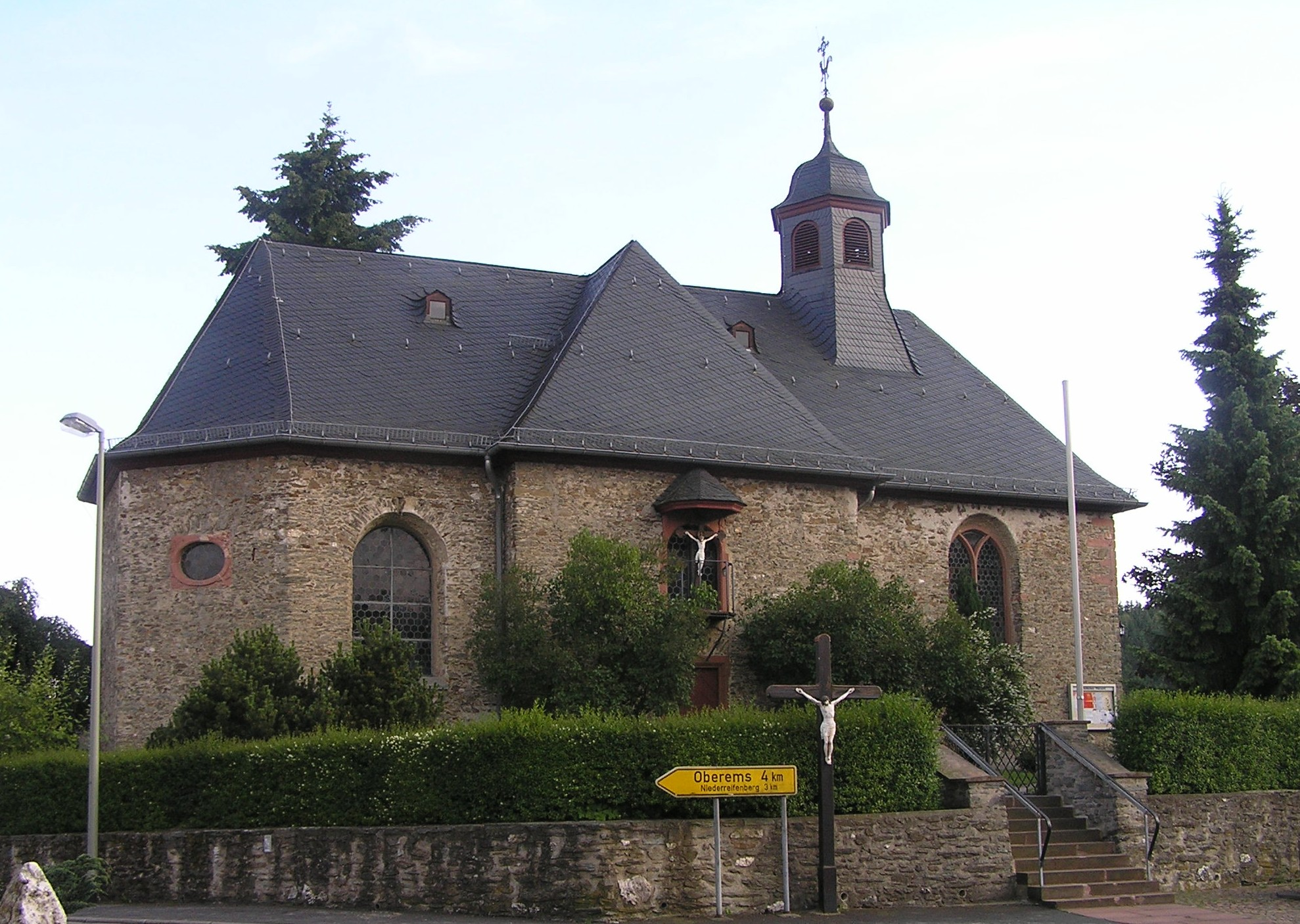
Kerk van Seelenberg
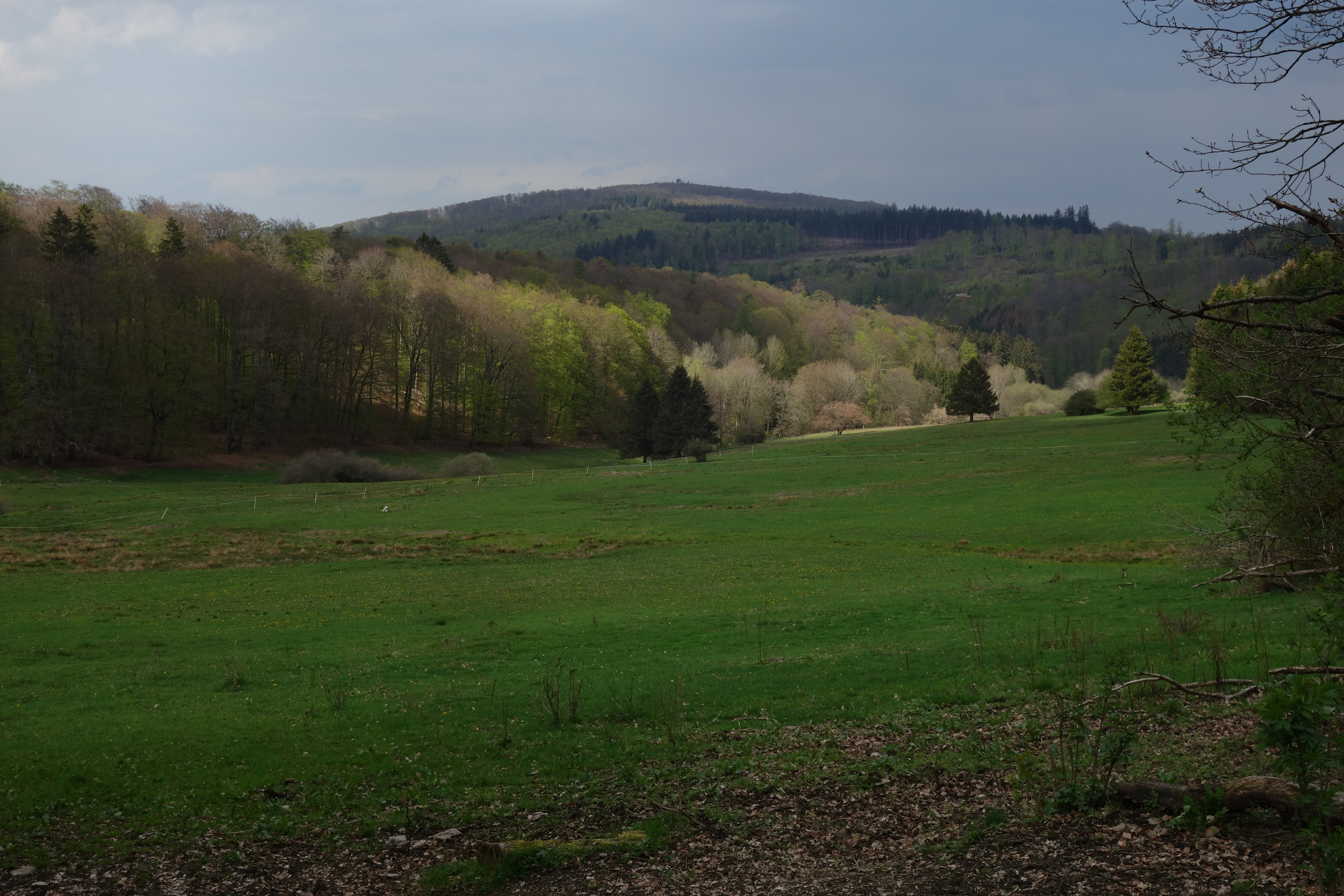
Natuurreservaat Saubach en Niedgesbach, op de achtergrond de berg Pferdskopf (662,6 m).